# 埃爾德羅普峰
83°45′S 172°45′E / 83.750°S 172.750°E
埃爾德羅普峰（英語：Airdrop Peak）是南極洲的山峰，屬於英聯邦山脈的一部分，海拔高度为890（2,920英尺），由新西蘭探險隊命名，現時由南極條約體系管理。